# Битва біля мису святого Вікентія (1606)
Битва біля мису святого Вікентія — морська битва, яка відбулася 16 червня або 6 жовтня 1606 року поблизу мису святого Вікентія, Алгарве, між іспансько-португальським і голландським флотами. Одна з битв 80-річної війни і португальсько-голландської війни. Іспансько-португальські сили мали 20 або 26 кораблів під командуванням адмірала Луїса Фахардо. Голландські сили мали 14 або 24 кораблів, якими керували адмірал Вільгельм Гаультайн і віце-адміра Регнір Клаазоон. Битва почалася з нападу голландського флоту, який блокував португальське узбережжя, сподіваючись перехопити торгові кораблі Іспанії. Битва закінчилися поразкою голландців, які втратили щонайменше 3 кораблі: два захопили іспанці, а 1 — потонув. Гаультайн був змушений відступити, не досягнувши поставлених задач.